# Niota, Tennessee
Niota, Tennessee (енгл. Niota) град је у америчкој савезној држави Тенеси.

## Демографија
По попису из 2010. године број становника је 719, што је 62 (-7,9%) становника мање него 2000. године.
| Група             | 2000.       | 2010.       |
| Белци             | 751 (96,2%) | 670 (93,2%) |
| Афроамериканци    | 16 (2,0%)   | 14 (1,9%)   |
| Азијати           | 3 (0,4%)    | 8 (1,1%)    |
| Хиспаноамериканци | 4 (0,5%)    | 12 (1,7%)   |
| Укупно            | 781         | 719         |